# Liste von Schiffen der ukrainischen Marine

Dienstflagge der Seestreitkräfte

Diese Liste enthält Kriegsschiffe der ukrainischen Marine.
Die Liste ist nach Schiffstypen und -klassen geordnet, hinter deren Namen jeweils eine Schiffsliste dieser Klasse folgt. Frühere Namen sind in Klammern hinter die gültigen Namen und Kennungen in der Klasse gesetzt.
In Dienst befindliche Schiffstypen und -klassen bzw. Einheiten sind blau unterlegt.

## Überwasser-Kampfschiffe

### Fregatten
| Fregatten                          | Fregatten   | Fregatten                                                                                 | Fregatten             | Fregatten | Fregatten    |
| Klasse                             | Schiffe     | Schiffe                                                                                   | Schiffe               | Typ       | Bild         |
| Klasse                             | Kennung     | Name                                                                                      | Dienstzeit00          | Typ       | Bild         |
| ---------------------------------- | ----------- | ----------------------------------------------------------------------------------------- | --------------------- | --------- | ------------ |
| Projekt 1135.1 (Kriwak-III-Klasse) | F130 (U130) | Hetman Sahaidatschnyj (Гетьман Сагайдачний)                                               | 1993–2022             |           |              |
| Projekt 1135M (Kriwak-II-Klasse)   | U132        | Sewastopol (Севастополь) (ex-Rasitelny)                                                   | 1997–2004             |           |              |
| Projekt 1135 (Kriwak-Klasse)       | U133 0 U134 | Mykolajiw (Миколаïв) (ex-Besukorisnenny) Dnipropetrowsk (Днiпропетровськ) (ex-Bessawetny) | 1997–2001 0 1997–2002 |           | Beispielbild |

### Korvetten
| Korvetten                           | Korvetten   | Korvetten                                                                                | Korvetten                                                    | Korvetten          | Korvetten                                      |
| Klasse                              | Schiffe     | Schiffe                                                                                  | Schiffe                                                      | Typ                | Bild                                           |
| Klasse                              | Kennung     | Name                                                                                     | Dienstzeit00                                                 | Typ                | Bild                                           |
| ----------------------------------- | ----------- | ---------------------------------------------------------------------------------------- | ------------------------------------------------------------ | ------------------ | ---------------------------------------------- |
| Projekt 1241.1 (Tarantul-II-Klasse) | U155 U156   | Prydniprovya (Приднiпров'я) Krementschuk (Кременчук)                                     | 1997–2014 1997–2012                                          | Flugkörperkorvette |                                                |
| Projekt 1124M (Grischa-V-Klasse)    | U205 U209   | Luzk (Луцьк) Ternopil (Тернопіль)                                                        | 1993–2014 2006–2014                                          | U-Jagdkorvette     |                                                |
| Projekt 1124P (Grischa-II-Klasse)   | U205 0 U206 | Chernihiv (Чернігів) (ex-Izmail) Winnyzja (Вінниця) (ex-Dnepr)                           | 1996–2005 0 1996–2022                                        | U-Jagdkorvette     |                                                |
| Projekt 1124 (Grischa-Klasse)       | U209 0 U210 | Sumy (Суми) (ex-MPK-43) (ex-Odesskiy Komsomolets) Kherson (Херсон) (ex-MPK-52)           | 1997–1999 0 1997–1999                                        | U-Jagdkorvette     | Die Kherson, als MPK-52, in den 1980er Jahren. |
| Ada-Klasse                          | F211 0 F212 | Hetman Iwan Masepa (Гетьман Іван Мазепа) Hetman Iwan Wyhowskyj (Гетьман Іван Виговський) | Stapellauf am 2. Oktober 2022 0 Stapellauf am 1. August 2024 | Mehrzweckkorvette  |                                                |

## U-Boote
| U-Boote                      | U-Boote | U-Boote                               | U-Boote      | U-Boote                   | U-Boote |
| Klasse                       | Schiffe | Schiffe                               | Schiffe      | Typ                       | Bild    |
| Klasse                       | Kennung | Name                                  | Dienstzeit00 | Typ                       | Bild    |
| ---------------------------- | ------- | ------------------------------------- | ------------ | ------------------------- | ------- |
| Projekt 641 (Foxtrot-Klasse) | U01     | Saporischschja (Запоріжжя) (ex-B-435) | 1997–2014    | dieselelektrisches U-Boot |         |

## Minenabwehrfahrzeuge
| Minenabwehrfahrzeuge           | Minenabwehrfahrzeuge    | Minenabwehrfahrzeuge                                                     | Minenabwehrfahrzeuge                    | Minenabwehrfahrzeuge | Minenabwehrfahrzeuge |
| Klasse                         | Schiffe                 | Schiffe                                                                  | Schiffe                                 | Typ                  | Bild                 |
| Klasse                         | Kennung                 | Name                                                                     | Dienstzeit00                            | Typ                  | Bild                 |
| ------------------------------ | ----------------------- | ------------------------------------------------------------------------ | --------------------------------------- | -------------------- | -------------------- |
| Projekt 266M (Natya-Klasse)    | U310 0 U311             | Tschernihiw (Чернігів) (ex-Schowti Wody) Tscherkassy (Черкаси)           | 1997–2014 0 1997–2014                   | Minensuchboot        |                      |
| Projekt 1258 (Yevgenya-Klasse) | M360 (U360)             | Henitschesk (Генічеськ)                                                  | seit 27. März 1996                      | Minenräumboot        |                      |
| Projekt 1265 (Sonya-Klasse)    | U330 U331               | Melitopol (Мелiтополь) Mariupol (Марiуполь)                              | 1997–2013 1997–2012                     | Minenräumboot        |                      |
| Sandown-Klasse                 | M310 (M108) M311 (M112) | Tschernihiw (Чернігів) (ex-Grimsby ) Tscherkassy (Черкаси) (ex-Shoreham) | seit 2. Juli 2023 0 seit 2. Juli 2023   | Minenjagdboot        |                      |
| Tripartite-Klasse              | ? (M923) ? (M863)       | Melitopol (Мелiтополь) (ex-Narcis) Mariupol (Марiуполь) (ex-Vlaardingen) | seit 26. Juni 2025 0 seit 26. Juni 2025 | Minenjagdboot        |                      |

## Patrouillenboote
| Patrouillenboote                | Patrouillenboote                        | Patrouillenboote                                                                                                  | Patrouillenboote                                                    | Patrouillenboote | Patrouillenboote |
| Klasse                          | Schiffe                                 | Schiffe | Schiffe                                                             | Typ              | Bild             |
| Klasse                          | Kennung                                 | Name | Dienstzeit00                                                        | Typ              | Bild             |
| ------------------------------- | --------------------------------------- | --- | ------------------------------------------------------------------- | ---------------- | ---------------- |
| Projekt 1241.2 (Pauk-I-Klasse)  | U207 U208                               | Uschhorod (Ужгород) Chmelnyzkyj (Хмельницький)                                                                    | 1997–2012 1997–2014                                                 |                  |                  |
| Projekt 206MP (Matka-Klasse)    | P153                                    | Pryluky |                                                                     |                  |                  |
| Projekt 1400 (Zhuk-Klasse)      | P170                                    | Skadowsk |                                                                     |                  |                  |
| Projekt 58155 (Hjursa-M-Klasse) | P174 P175 P176 P177 P178 P179 P180 P181 | Akkerman Berdjansk Nikopol Krementschuk Lubny Wyschhorod Kostopil Butscha                                         | 2016–2022 seit 2016 seit 2018 2018–2022 seit 2019 seit 26. Mai 2023 |                  |                  |
| Island-Klasse                   | P190 0 P191 0 P192 0 P193               | Slowjansk (ex-USCGC Cushing) Starobilsk (ex-USCGC Drummond) Sumy (ex-USCGC Ocracoke) Fastiw (ex-USCGC Washington) | 2019–2022 0 seit 13. November 2019 0 seit 2019 0 seit 2019          |                  |                  |
| NAVY 18 WP-Klasse               | P182 (P01) P183 (P02)                   | Reni (ex-Roland) Irpin (ex-Risto)                                                                                 | seit 2024 0 seit 2024                                               |                  |                  |

## Amphibische Schiffe
| Landungsfahrzeuge                        | Landungsfahrzeuge | Landungsfahrzeuge                              | Landungsfahrzeuge | Landungsfahrzeuge        | Landungsfahrzeuge |
| Klasse                                   | Schiffe           | Schiffe                                        | Schiffe           | Typ                      | Bild              |
| Klasse                                   | Kennung           | Name                                           | Dienstzeit00      | Typ                      | Bild              |
| ---------------------------------------- | ----------------- | ---------------------------------------------- | ----------------- | ------------------------ | ----------------- |
| Projekt 1171 mod. III (Alligator-Klasse) | U762              | Riwne (Рівне)                                  | 1996–1997         | Landungsschiff           |                   |
| Projekt 775 (Ropucha-Klasse)             | U402              | Kostjantyn Olschanskyj (Костянтин Ольшанский)  | 1996–2014         | Großes Landungsschiff    |                   |
| Projekt 773 (Polnocny-C-Klasse)          | L401              | Yuri Olefirenko (Юрiй Олефiренко) (ex-SDK 137) | seit 1996         | Mittleres Landungsschiff |                   |
| Projekt 1176 (Ondatra-Klasse)            | L434              | Swatowe                                        |                   | Landungsboot             |                   |
| SHERP the Shuttle                        |                   |                                                |                   | Landungsboot             |                   |
| Projekt 58181 (Zentaur-Klasse)           | L450 L451         | Stanislaw Malyn                                |                   |                          |                   |

## Hilfsschiffe und sonstige Einheiten

### Versorgungsschiffe
| Versorgungsschiffe | Versorgungsschiffe | Versorgungsschiffe  | Versorgungsschiffe | Versorgungsschiffe | Versorgungsschiffe |
| Klasse             | Schiffe            | Schiffe             | Schiffe            | Typ                | Bild               |
| Klasse             | Kennung            | Name                | Dienstzeit00       | Typ                | Bild               |
| ------------------ | ------------------ | ------------------- | ------------------ | ------------------ | ------------------ |
| Projekt 1849       | A753               | Horliwka (Горлівка) |                    | Versorger          |                    |

### Sonstige
| Sonstige                       | Sonstige | Sonstige                                                    | Sonstige               | Sonstige                    | Sonstige |
| Klasse                         | Schiffe  | Schiffe                                                     | Schiffe                | Typ                         | Bild     |
| Klasse                         | Kennung  | Name                                                        | Dienstzeit00           | Typ                         | Bild     |
| ------------------------------ | -------- | ----------------------------------------------------------- | ---------------------- | --------------------------- | -------- |
| Projekt 1288.4 (Bambuk-Klasse) | U510     | Slawutytsch (Славутич) (ex-Pridneprovie)                    | 1992–2014              | Aufklärungsschiff           |          |
| Projekt 1824B (Muna-Klasse)    | A512     | Perejaslaw (Переяслав) (ex-GS-13)                           | seit 28. November 1995 | Aufklärungsschiff           |          |
| Projekt 535                    | A700     | Netischyn (Нетішин)                                         |                        | Taucherunterstützungsschiff |          |
| Projekt 2262                   | A715     | Oleksandr Okhrimenko (Олександр Охрименко) (ex-Svetlomor-4) | seit 13. November 2019 | Search-and-Rescue-Schiff    |          |